# جملات شرطی در زبان انگلیسی
جملات شرطی در زبان انگلیسی (انگلیسی: English conditional sentences) در زبان انگلیسی مانند بسیاری از زبان‌های دیگر، از ساختاری به نام جملات شرطی استفاده می‌شود.
جملات شرطی شامل دو قسمت می‌باشند: یکی عبارت شرطی و دیگری عبارت اصلی. عبارتی که حاوی if باشد را عبارت شرطی و عبارت دیگر را عبارت اصلی می‌نامیم. رویدادی که در عبارت اصلی توصیف می‌شود بستگی به شرطی دارد که در عبارت شرطی بیان می‌شود. همان طور که از اسمشان هم مشخص است این جملات درباره رویدادهایی صحبت می‌کنند که در صورت فراهم بودن شرایط حتماً اتفاق می‌افتند برای مثال کارهایی که در طول زندگی مان برای ما به یک عادت تبدیل شده‌اند مثلاً اگر ” اگه بارون بیاد من چترم رو می‌برم” هرچند هنوز باران نباریده اما اینکه درصورت باران باریدن من چترم را بردارم یک اتفاقی است که حتماً روی می‌دهد. پس رویدادهای طبیعی را هم می‌توانیم جز این دسته قرار بدهیم مثلا” اگه سیب رو رها کنم به زمین برخورد می کنه”. برای ساختن این جملات درهر دو بند از شکل ساده فعل استفاده می‌کنیم.

## انواع وجه شرطی در جملات شرطی
زبان انگلیسی دو وجه شرطی متفاوت دارد، که هر یک کاربرد خاص خود را دارد:

### وجه شرطی نوع اول
حالت شرطی نوع اول (conditional I) نوعی از حالت شرطی است که معمولاً برای نشان دادن فعالیت که می‌توانسته در شرایطی خاص صورت گیرد استفاده می‌شود.
If I have time, I will help you.
(اگر وقت داشتم، به تو کمک می‌کردم. [نشان می دهد که الان وقت ندارم و به تو کمک نمی کنم.])

#### ساختار گرامری وجه شرطی نوع اول
برای ساختن حالت شرطی نوع اول از فعل کمکی would به همراه شکل ساده (شکل زمان حال) از فعل اصلی استفاده می‌شود.(اگر من بعد از ظهر وقت داشتم، به تو کمک می‌کردم تا کیک را بپزی.)

### وجه شرطی نوع دوم
حالت شرطی نوع دوم (conditional II) نوعی از حالت شرطی است که برای نشان دادن فعالیتی که در گذشته و در شرایطی خاص می‌توانسته انجام شود، استفاده می‌شود.
If I had time in the afternoon, I would have helped you bake the cake.

#### ساختار گرامری وجه شرطی نوع دوم
برای ساختن حالت شرطی نوع دوم نیاز به فعل کمکی would فعل کمکی have در زمان حال و شکل سوم فعل اصلی (Past participle) داریم. (اگر من بعد از ظهر وقت داشتم، به تو کمک می‌کردم تا کیک را بپزی.)

## مثال انگلیسی
If you water a plant, it grows.
If you don’t like my book, you can return it.
If it rains, I take the bus.
If it’s a holiday, the store is closed.
If you use a credit card, it’s faster.
If I eat breakfast, I have more energy during the day. (Actual- habitual)